# Velký Rozsutec

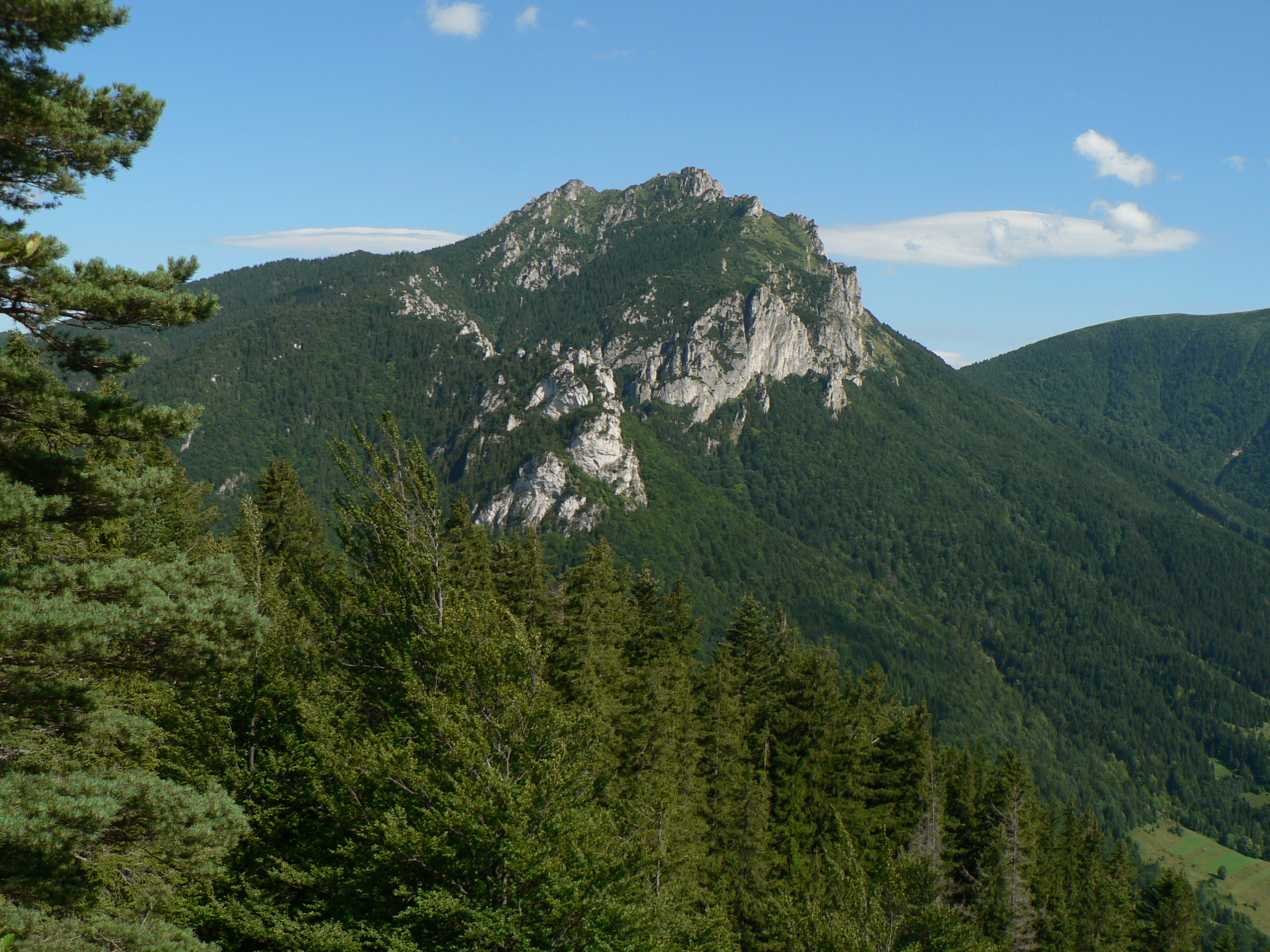
Velký Rozsutec z hřebene Boboty

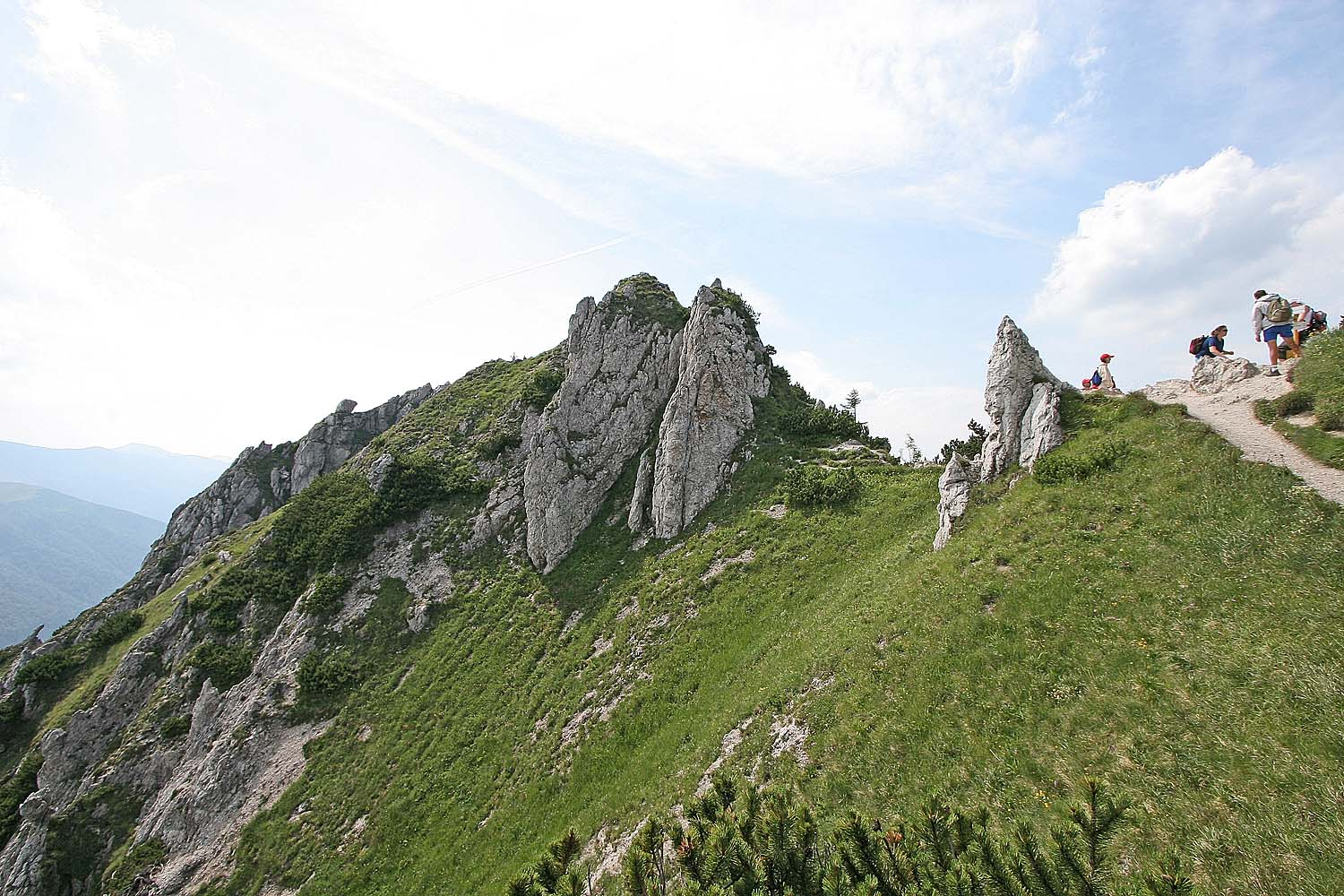
Vrchol Velkého Rozsutce

Velký Rozsutec je nejvýraznější hora nacházející se v kriváňské části Malé Fatry na Slovensku. Charakteristické jsou vápencové stěny a bradla, tvořící vrcholovou pyramidu. Je považován za jednu z nejkrásnějších hor na Slovensku. Velký Rozsutec se stal symbolem pohoří a nachází se také v logu Národního parku Malá Fatra. V minulosti se tradovalo, že v okolí vrcholu se nachází zlato; vypráví se i legendy o ukrytém Jánošíkově pokladu.

## Geologie
Je to charakteristický rozervaný skalnatý vrch v severní části hlavního hřebene Krivánské Malé Fatry.
Typický dolomitový reliéf se skládá z nejrozmanitějších skalních forem. Na jeho úpatí vznikají sutinové kužely. Rozsutec svou formou a výškou dominuje celému okolí, zejména jeho 160 metrů vysoká západní stěna. Vrch vznikl nasunutím Chočského příkrovu na měkčí vrstvy krížňanského příkrovu. Erozí vznikl dnešní vrchol a skalní města v jeho okolí, která jsou největší svého druhu na Slovensku.

## Poloha
Vrchol leží zcela na východě pohoří, jihozápadně nad obcí Zázrivá, časť Biela (720 m, okres Žilina) a asi 6 km severozápadně od lyžařského střediska Lučivná (501 m). Nejimpozantnější je pohled na Rozsutec z obce Štefanová (625 m) ležící 3 km západně, odkud jsou také nejčastěji vedeny výstupy na vrchol.

## Přístup
- Přístup je možný hned z několika stran. Nejjednodušší a nejkratší výstup je zřejmě od západu z obce Štefanová po zeleně značené turistické stezce přes sedlo Medziholie (1185 m). Vrchol je přístupný po značené stezce se sezónním uzávěrem od 1.3. do 15.6. (Medziholie – Velký Rozsutec, Medzirozsutce – Velký Rozsutec).

Délka: Štefanová – Velký Rozsutec (2,5 hod.)
- Výchozím bodem pro většinu výstupů je obec Štefanová, ze které jde stezka nejprve lesem, až nastupuje nad tzv. Dolné diery, které posléze přecházejí v atraktivnější skalnatou soutěsku Horné diery (podél potoka v hlubokém zářezu cesta překračuje po lávkách skalní stupně a potok, místy s nainstalovaným zábradlím atd.). Ještě výše stezka prochází menší soutěskou Tesná Rizňa a poměrně mírně vychází na horské louky sedla Medzirozsutce. Výstup k vrcholu ze sedla je poměrně jednoduchý, ve své vrcholové pasáži místy zajištěný řetězy. Stezka pod vrcholem překonává skalní stupně. Pro výstup z obou směrů je potřebná jistá chůze ve skalnatém terénu, dobrá fyzická kondice a odpovídající vybavení a oblečení. Z vrcholu bohatý výhled na Malou Fatru, Vysoké a Nízké Tatry a okolní horstva.

Délka: Štefanová – Medzirozsutce (2 a 1/4 hod.) – Velký Rozsutec (1 a 1/4 hod.) – Medziholie (1 hod.) – Štefanová (1 a 1/4 hod.)
- Na vrchol Velký Rozsutec je možno se také dostat po hřebeni z Poludňového grúňa (1460 m) a Stohu (1607 m), kde vede červeně značená turistická značka.

Délka: Poludňový grúň – Stoh – Velký Rozsutec (3 hod.)
- Poslední a nejméně využívaná cesta nabízející se při výstupu na Velký Rozsutec je z lyžařského střediska Lučivná. Žlutě značená stezka se klikatí mezi nízkými zalesněnými vrcholy Lučivná (770 m), Čierťaže (849 m) a Ostré (1167 m) a velkým severním Ostré dosahuje od východu sedlo Medziholie v místě, kde kdysi stávala bývalá Chata pod Rozsutcom.

## Ochrana přírody
Celá oblast kolem vrcholu Velký Rozsutec patří do Národního parku Malá Fatra, kde ta nejcennější území jsou chráněná jako Národní přírodní rezervace Rozsutec (založena 1967, výměra 842 ha), chránící geologické výtvory a vápencové útvary spolu s vápnomilnou florou. Oblast vyniká svérázností a bohatstvím rostlinstva a patří tak k nejbohatším botanickým lokalitám na Slovensku. Lze se zde setkat s mnoha endemickými druhy rostlin. Fauna je typická horská (svišť, kamzík, rys ostrovid). Platí zde nejvyšší, 5. stupeň ochrany. Je proto nutné dodržovat pravidla rezervace při pohybu na tomto území.